# Saint-Aubin-sur-Scie
Saint-Aubin-sur-Scie är en kommun i departementet Seine-Maritime i regionen Normandie i norra Frankrike. Kommunen ligger i kantonen Offranville som tillhör arrondissementet Dieppe. År 2022 hade Saint-Aubin-sur-Scie 1 215 invånare.

## Befolkningsutveckling
Antalet invånare i kommunen Saint-Aubin-sur-Scie
| Referens: INSEE |